# Джованні Гуссоне
Джованні Гуссоне (італ. Giovanni Gussone, 8 лютого 1787 — 14 січня 1866) — італійський ботанік, професор.

## Біографія
Джованні Гуссоне народився у комуні Вілламайна 8 лютого 1787 року.
Гуссоне написав багато наукових робіт, які були в основному з флористики. Джованні Гуссоне був почесним професором у Неаполі. Він зробив значний вклад у ботаніку, описавши багатовидів рослин.
Джованні Гуссоне помер у Неаполі 14 січня 1866 року.

## Наукова діяльність
Джованні Гуссоне спеціалізувався на папоротеподібних та на насіннєвих рослинах.

## Окремі наукові роботи
- Florae siculae prodromus. 1827–1828[5].
- Plantae rariores. 1826[5].
- Flora sicula. 1829[5].
- Florae siculae synopsis. 1842–1845[5].
- Enumeratio plantarum vascularium in insula Inarime. 1855[5].